# Złotniki (powiat poznański)
Złotniki (niem. Zlotnick, Schlottnick) – wieś w Polsce położona w województwie wielkopolskim niedaleko na północ od Poznania, w powiecie poznańskim, w gminie Suchy Las.
W skład Złotnik wchodzą trzy jednostki pomocnicze: sołectwo Złotniki Wieś, osiedle Grzybowe, oraz osiedle Złotniki Osiedle. W Złotnikach wsi znajduje się kościół św. Faustyny.

## Historia
Wieś jest wymieniana w 1603 roku jako własność Jana Pląskowskiego.
2 września 1939 w pobliżu wsi spadł zestrzelony przez ppor. Włodzimierza Gedymina niemiecki samolot Heinkel. Gedymin startował z Kobylepolu, gdzie funkcjonowało polowe lądowisko 3. poznańskiego dywizjonu myśliwskiego (elementu Armii Poznań) dysponujące samolotami PZL P.11c.
W latach 1975–1998 miejscowość należała administracyjnie do województwa poznańskiego.
W 2017 liczba mieszkańców wynosiła 3258.

## Galeria

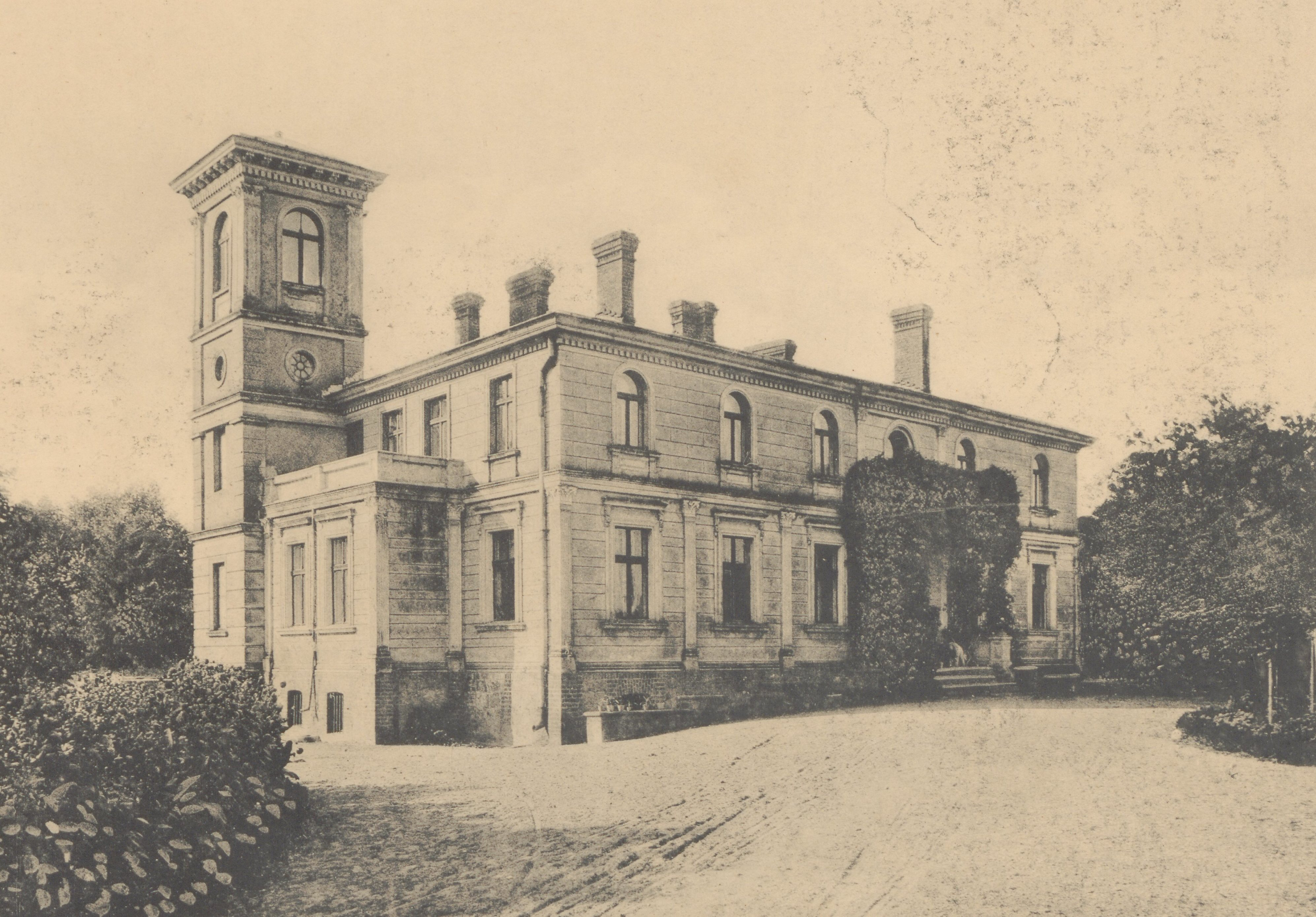
Widok pałacu przed 1912